# Лацичі
45°38′ пн. ш. 18°13′ сх. д. / 45.63° пн. ш. 18.21° сх. д.
Лацичі (хорв. Lacići) — населений пункт у Хорватії, в Осієцько-Баранській жупанії у складі громади Маґаденоваць.

## Населення
Населення за даними перепису 2011 року становило 351 осіб.
Динаміка чисельності населення поселення:

## Клімат
Середня річна температура становить 11,07 °C, середня максимальна – 25,40 °C, а середня мінімальна – -5,98 °C. Середня річна кількість опадів – 670 мм.
| Клімат поселення                              | Клімат поселення | Клімат поселення | Клімат поселення | Клімат поселення | Клімат поселення | Клімат поселення | Клімат поселення | Клімат поселення | Клімат поселення | Клімат поселення | Клімат поселення | Клімат поселення | Клімат поселення |
| Показник                                      | Січ.             | Лют.             | Бер.             | Квіт.            | Трав.            | Черв.            | Лип.             | Серп.            | Вер.             | Жовт.            | Лист.            | Груд.            |                  |
| Середній максимум, °C                         | 6,14             | 8,16             | 12,72            | 17,34            | 22,50            | 25,40            | 25,12            | 24,58            | 20,38            | 15,06            | 9,20             | 5,20             |                  |
| Середня температура, °C                       | 0,08             | 2,10             | 6,66             | 11,28            | 16,43            | 19,35            | 21,35            | 20,81            | 16,58            | 11,30            | 5,42             | 1,40             |                  |
| Середній мінімум, °C                          | −5,98            | −3,96            | 0,59             | 5,22             | 10,37            | 13,29            | 17,59            | 17,02            | 12,81            | 7,51             | 1,66             | −2,34            |                  |
| Норма опадів, мм                              | 41               | 38               | 40               | 51               | 63               | 86               | 62               | 61               | 52               | 58               | 66               | 52               |                  |
| Середньомісячна швидкість вітру, м/с          | 2.30             | 2.50             | 2.80             | 2.70             | 2.40             | 2.20             | 2.20             | 2.00             | 2.00             | 2.10             | 2.20             | 2.30             |                  |
| Середньомісячна сонячна радіація, кДж/м²·день | 4194             | 6895             | 10818            | 15374            | 19340            | 21488            | 22225            | 20266            | 14884            | 9191             | 4706             | 3520             |                  |
| --------------------------------------------- | ---------------- | ---------------- | ---------------- | ---------------- | ---------------- | ---------------- | ---------------- | ---------------- | ---------------- | ---------------- | ---------------- | ---------------- | ---------------- |
| Джерело:                                      |                  |                  |                  |                  |                  |                  |                  |                  |                  |                  |                  |                  |                  |